# Scymnus hesperius
Scymnus hesperius är en skalbaggsart som beskrevs av Gordon 1976. Scymnus hesperius ingår i släktet Scymnus och familjen nyckelpigor. Inga underarter finns listade i Catalogue of Life.